# 十四区社区
39°57′42″N 116°25′33″E / 39.9616393°N 116.4257286°E
十四区社区是北京市朝阳区和平街街道的一个社区。位于和平里北街以北、青年沟路以南，和平东街以东、北京地铁5号线以西。面积0.4平方公里，有31座居民楼，居民0.6万人。